# Emakimono

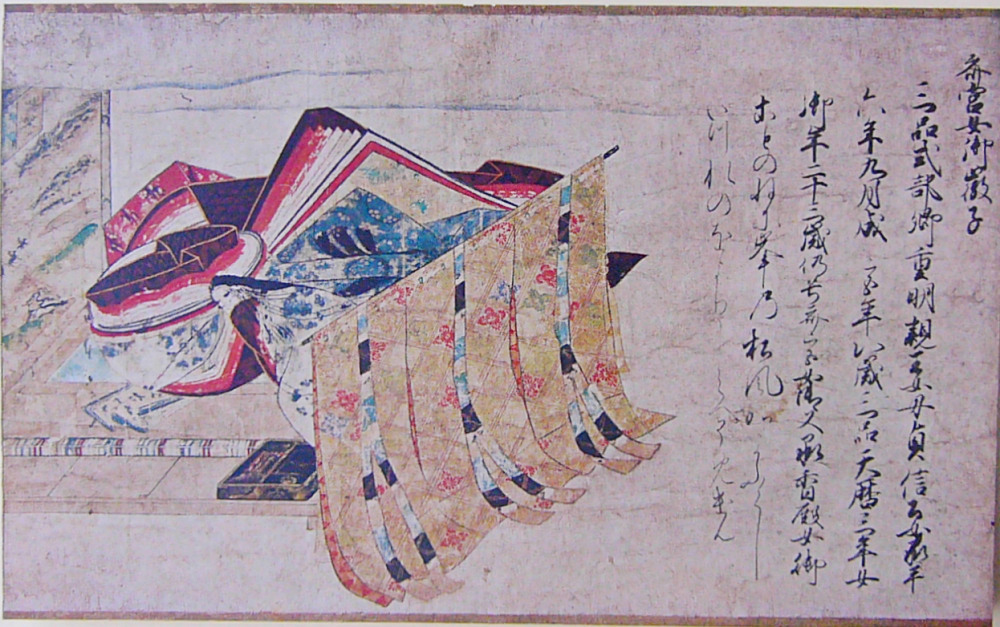
Tekercskép részlete a 13. századból

Az emakimono (絵巻物) japán tekercskép, történetet előadó, szöveges tusrajz- vagy képsorozat papíron, selymen, amelyet jobbról balra kell kigöngyölni; a Heian-korban (792–1185) és a Kamakura-korban (1185–1333) élte virágkorát. Buddhista tanmeséket ábrázolt többnyire, de emakimono készült a Gendzsi szerelmeiből (Gendzsi monogatari emaki), a Heidzsi-lázadásról is, a Csódzsú giga pedig már valóságos szatíra.

## Előzmények

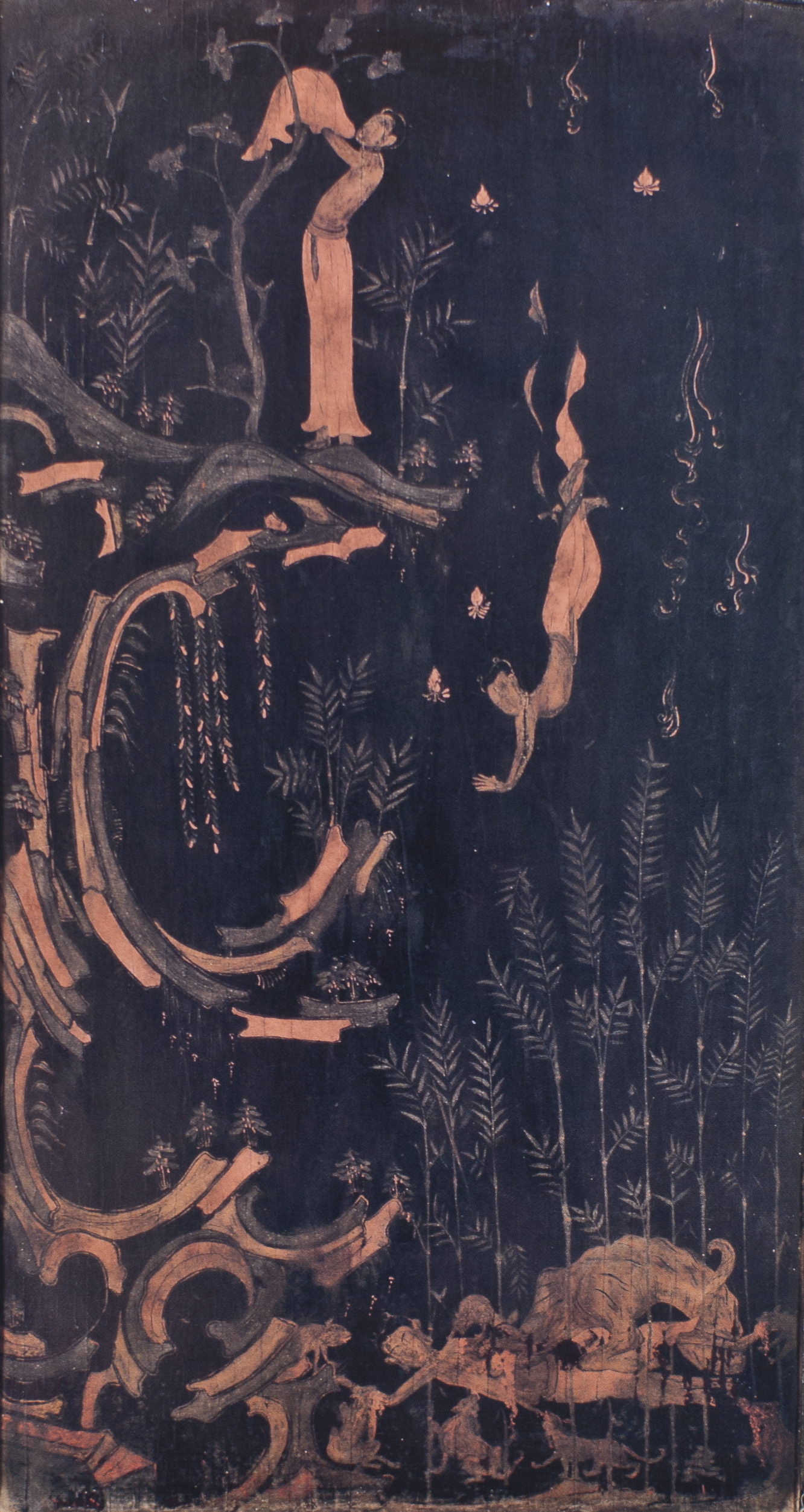
Tamamusi ereklyetartó szekrény

Az ókorba lépve az Aszuka-korban (538-710) megjelenik a buddhizmus az országban, ami nagy hatással van a művészetekre, tulajdonképpen ekkor kezdődik el igazán a japán festészet története. Önálló alkotások nem maradtak fent ebből az időszakból, viszont fontos megemlíteni a Tamamusi ereklyetartó szekrényt, ugyanis az idő folyását érzékeltető, egymásra következő jelenetekben, ami a szekrény alsó részén található, már megmutatkozik a Heian és a Kamakura korszakok döntő jelentőségű stílusirányzata, a horizontális tekercskép, az e-maki tipikusan japán festészeti irányzata.
A Késő Nara-korban (710-784) – vagy más néven Tenpjó-korban – szintén a buddhista témák az uralkodók, ám ezek közül kiemelkedik a Kako Genzai Inga Kjó vagyis „Az ok és okozat szútrája” című alkotás, amely illusztrációi időrendben egymást követő jeleneteket egyesítenek egy képen vízszintes egymásutánban, ennél fogva pedig fontos lépés a horizontális tekercskép, az e-maki felé.

## Kezdete, témája, fajtái
Az eredeti japán modorban japán témát ábrázoló jamato-e legátfogóbb és legtipikusabb kifejezését az e-makiban (vagy emakimono), a horizontális tekercsképekben érte el, amilyeneket elszórtan már a 10. században, majd egyre többször a 11. századtól kezdve festettek. 
E művek tartalmukat főként a japán szépirodalomból merítik, s a japán tartalmat hol dekoratív, hol inkább realisztikus japán stílusban tolmácsolják.
Az e-makinak festésmódja szerint általában két altípusát különböztetjük meg: a cukuri-e, vagyis szó szerint az „előállított kép” típusát és a sira-e, a „fehér kép” típusát. Ez természetesen nem jelenti azt, hogy kizárólag csak az egyik vagy a másik technikával festették a képeket, rengeteg átmenettel is találkozhatunk.

## Cukuri-e
Technikája: a képet finom ecsettel, fekete tussal előrajzolják, majd többnyire egy réteg cinkfehérrel, de más színekkel is alapozzák, végül úgy színezik, hogy sima, tónustalan színfoltok keletkezzenek. Befejezésül a körvonalakat fekete tussal még egyszer határozottan utánahúzzák.

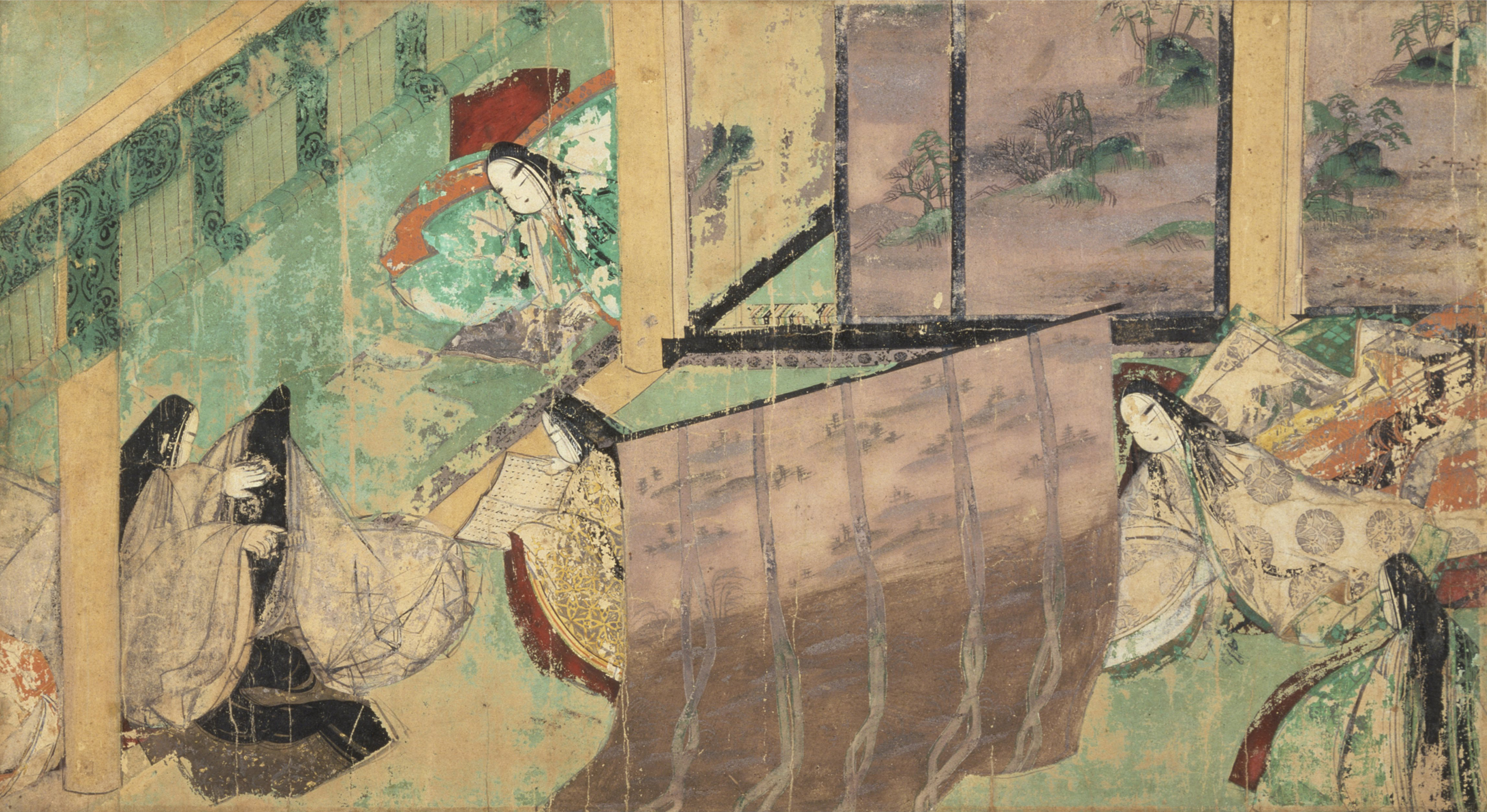
Gendzsi monogatari e-maki (részlet)

A cukuri-e technikájú horizontális tekercsképek legszebb példája a Gendzsi monogatari e-maki változata. E mű keletkezésének idejét általában a 12. század első felére teszik. Eredetileg feltehetően tíz tekercsből állt, de mindössze három tekercs töredékei maradtak fent, amelyek a Gendzsi regényének összesen tizenhárom fejezetét illusztrálják.
A Gendzsi regényét a 11. század elején jegyezték le. A több mint 12 évszázados japán irodalomtörténet legnagyobb teljesítményei közt tartják számon. Szerzője, a Fudzsivara családból származó Muraszaki Sikibu udvarhölgy, 54 fejezetben, lazán egymáshoz kapcsolódó jelenetekben írta meg Gendzsi herceg nagyszámú és jórészt boldogtalan szerelmi kalandjait.
A Gendzsi Monogatari e-makit jegyzik a legrégebbi fennmaradt jamato-e kézi tekercsnek, amit a japán festészet egyik legkiemelkedőbb darabjai közt tartanak számon.
A Gendzsi monogatari e-maki változata – akárcsak az írott forrás – kimondottan lírai jellegű. Nem „meséli el” folyamatosan magát a történetet – holott az e-makinak ez egyébként lényeges eleme –, hanem megpróbálja a Gendzsi regényének költői tartalmát hangulatosan, érzelemteli módon „illusztrálni”. Ennek következtében a festő a cselekmény egyes csúcspontjaira koncentrál, miáltal minden egyes kép meglehetősen önálló, sőt különállónak is tekinthető. Az irodalmi mű néhány szövegrészletét kalligrafikusan rávezették a tekercsképre, ám ezek nem teszik érthetővé a tartalmi összefüggéseket. A képek megértéséhez tehát a legtöbb esetben szükséges az irodalmi mű ismerete.
Jellemző ezekre a képekre, hogy jóformán hiányzik belőlük a mozgás, szinte teljesen statikusak. Árad belőlük a csönd, a letisztultság, az önmagába fordulás, de az elveszettség érzése is. Az ábrázolt alakok nem egyéniségek: valamennyi egyforma, személytelen típus.
Képek sajátos kompozíciója a fukinuki jatai – „tető nélküli ház”. A belső termekben játszódó jeleneteknél (és ilyen a legtöbb) rézsútosan felülről pillantunk a házba, amelyről mintha „leemelték” volna a tetőt. Ez a látószög fokozza a dekorativitást, és olykor az elvontság érzetét kelti.
Egy másik kiemelkedő mű a nem sokkal később keletkezett Sigiszan engi e-maki, vagyis a „Sigi-hegy meséi”. Ősidők óta ismert népi történeteket mond el a három tekercs, középpontjukban a Sigi-hegy egyik templomában élő Mjóren nevű szerzetes csodatetteivel.
A Gendzsi monogatari e-makival ellentétben, ahol a tarka formáknak van alárendelve teljesen a mondandó, itt maguk a képek mesélnek, megértésükhöz nincs szükség sem idézetekre, sem az irodalmi alapanyag ismeretére. Az alakokat itt egyénileg ábrázolják, gyakran karikaturisztikus stílusban. A Sigiszan engi e-makinál tehát a tusrajz volt az ábrázolás gerince. Jóllehet a művész nem mondott le a színekről sem, könnyed és finom koloritját azonban teljesen alárendelte a vonalak rajzának. A színek csak egyes helyeken fedik az egész felületet. 
Technikai kivitel szempontjából tehát az e-maki keveréke a két alaptechnikának, a cukuri-enek és a shira-enek, vagyis a kizárólag fekete tussal festett képnek.
Már átvezet a Kamakura-kor (1185-1333) művészetébe egy másik, a két technika még hatásosabb szintézisével készült mű. A Tomo no dainagon e-kotoba (másik nevén Ban dainagon e-kotoba), azaz „Tomo(vagy Ban) főkancellár képes története”, ami kb. a 12. század végéről származik. Három horizontális tekercsét az egész japán tekercsfestészet egyik legnagyszerűbb alkotásának tartják.
A Sigiszan engi e-makiéhoz hasonló, olykor még annál is dinamikusabb ábrázolás és szerfölött határozott vonalvezetés párosul a kiegyensúlyozott nyugalom és csönd hangulatával, valamint a gazdag kolorittal. Remekül megkomponált, életteljes tömegjeleneteket ábrázol. Legnagyszerűbb az égő palotakapu ábrázolása. Jóllehet a művésznek alig több mint 30 cm magas terület állt rendelkezésére, olyan tűzvészt festett, amely párját ritkítja az egész japán művészetben, sőt más népek művészetének hasonló alkotásaival is állja a versenyt.

## Sira-e
Kizárólag fekete tussal festett kép.
Tisztán sira-e technikával festett alkotás a Csódzsú Dzsinbucu Giga, „A madarak és négylábúak játéka”,  melyből mindössze négy tekercs maradt ránk.
A vidám, mozgalmas és derűs hangulatú humoros játék értelmezése sok találgatásra adott már okot, de egyértelműen meggyőző magyarázatát nem sikerült megtalálni. A tekercseken ugyanis nem találunk bármily utalást is tartalmazó szöveget. Nem tudhatjuk tehát, hogy a kor eseményeit akarták-e az állatok magatartásával érzékeltetni, társadalmi szatíra-e, s a békák buddhákat, a majmok papokat, a nyulak és rókák arisztokratákat jelképeznek-e. De meglehet, hogy a szerző csupán játszadozó állatok humoros ábrázolására törekedett, minden szimbolikus célzás nélkül. Ez utóbbi értelmezés azonban kevésbé valószínű az állatok antropomorf ábrázolása miatt. Sőt az egyik jelenetben egy béka Buddhaként trónol, mögötte banánlevelekből álló dicsfény, egy majom papi ornátusban szertartást végez, s a róka és a nyúlt szent szövegeket mond. E jeleneteknél nagyon kézenfekvő a szatíra gondolata.
Az igazán eleven képek fekete tussal papírra készültek. Az állatokat hol erősebb, hol finomabb, de mindenkor könnyed, hajlékony ecsetvonásokkal, mozgásban ábrázolták, s így sikerült rendkívül eleven képeket alkotni.
A késői Heian-korszak (894-1185) végén, a 12. század utolsó évtizedeiben készült.
Akár a festésmódot, akár a művészi kifejezést nézzük, a japán művészet történetének legjobb tusrajzai közé tartozik.